# Chico (Teksas)
Chico – miasto w Stanach Zjednoczonych, w stanie Teksas, w hrabstwie Wise. Według spisu ludności z roku 2000 w Chico mieszkało 947 mieszkańców.